# 빅토리아섬
빅토리아섬(Victoria Island)은 북극 제도에 속하는 큰 섬으로, 캐나다 누나부트 준주와 노스웨스트 준주에 걸쳐 있다. 면적은 217,291km2로 세계에서 8번째로 큰 섬이자 캐나다에서 두 번째로 큰 섬이다. 행정 구역 상 남동쪽의 2/3가 누나부트 준주, 북서쪽 1/3이 노스웨스트 준주에 속한다.
2021년 기준 인구는 2,168명으로, 정착지는 누나부트 측에 위치한 케임브리지베이(Cambridge Bay, 인구 1,760명)와 노스웨스트 측에 위치한 울루학톡(Ulukhaktok, 인구 408명) 둘 뿐이다. 노스웨스트 측에 있던 교역소 정착지 포트 콜린슨(Fort Collinson)은 1939년 버려졌다.

## 지도
- ^map1 Viscount Melville Sound - 북위 74° 15′  서경 105° 00′  / 북위 74.250°  서경 105.000° [1]
- ^map2 M'Clintock Channel - 북위 72° 00′  서경 102° 00′  / 북위 72.000°  서경 102.000° [2]
- ^map3 Victoria Strait - 북위 69° 31′  서경 100° 30′  / 북위 69.517°  서경 100.500° [3]
- ^map4 Amundsen Gulf - 북위 71° 00′ 01″ 서경 124° 00′ 10″ / 북위 71.00028°  서경 124.00278° [4]
- ^map5 Banks Island - 북위 72° 45′ 02″ 서경 121° 30′ 10″ / 북위 72.75056°  서경 121.50278° [5]
- ^map6 Prince of Wales Strait - 북위 72° 21′ 14″ 서경 118° 46′ 57″ / 북위 72.35389°  서경 118.78250° [6]
- ^map7 Dolphin and Union Strait - 북위 69° 05′ 10″ 서경 116° 02′ 30″ / 북위 69.08611°  서경 116.04167° [7]
- ^map8 Austin Bay - 북위 68° 33′  서경 113° 10′  / 북위 68.550°  서경 113.167° [8]
- ^map9 Coronation Gulf - 북위 68° 08′  서경 112° 00′  / 북위 68.133°  서경 112.000° [9]
- ^map10 Dease Strait - 북위 68° 50′  서경 107° 30′  / 북위 68.833°  서경 107.500° [10]
- ^map11 Storkerson Peninsula - 북위 72° 30′  서경 106° 30′  / 북위 72.500°  서경 106.500° [11]
- ^map12 Goldsmith Channel - 북위 73° 10′  서경 106° 05′  / 북위 73.167°  서경 106.083° [12]
- ^map13 Stefansson Island - 북위 73° 20′  서경 105° 45′  / 북위 73.333°  서경 105.750° [13]
- ^map14 Hadley Bay - 북위 72° 31′  서경 108° 12′  / 북위 72.517°  서경 108.200° [14]
- ^map15 Prince Albert Peninsula - 북위 72° 30′ 02″ 서경 117° 00′ 09″ / 북위 72.50056°  서경 117.00250° [15]
- ^map16 Wollaston Peninsula - 북위 69° 41′ 05″ 서경 115° 10′ 30″ / 북위 69.68472°  서경 115.17500° [16]
- ^map17 Shaler Mountains - 북위 71° 55′ 02″ 서경 111° 30′ 07″ / 북위 71.91722°  서경 111.50194° [17]
- ^map18 Tahiryuaq - 북위 69° 25′ 16″ 서경 105° 16′ 03″ / 북위 69.42111°  서경 105.26750° [18]
- ^map19 Cambridge Bay - 북위 69° 06′ 50″ 서경 105° 03′ 10″ / 북위 69.11389°  서경 105.05278° [19]
- ^map20 Ulukhaktok - 북위 70° 44′ 12″ 서경 117° 46′ 19″ / 북위 70.73667°  서경 117.77194° [20]
- ^map21 Fort Collinson - 북위 71° 37′ 02″ 서경 117° 52′ 09″ / 북위 71.61722°  서경 117.86917° [21]